# Marie-Théophile Griffon du Bellay
Marie-Théophile Griffon du Bellay (Rochefort, 14 de agosto de 1829 - Saint-Nazaire, 10 de noviembre de 1908) fue un médico y explorador francés.

## Biografía
Se formó como cirujano naval y se embarcó entre 1850 y 1861 en varios barcos, intercalando períodos de servicio en el mar con estancias en el puerto de Rochefort.  
En 1862, navegó en el Pionnier con el teniente Paul Augustin Serval, e intentaron dos veces llegar al río Ogüé, en Gabón. Quedaron varados en julio en el delta del río, enfermó y tuvo que abandonar a su compañero en diciembre. 
Desde diciembre de 1867 fue médico jefe de La Caravane, hospital flotante instalado en Gabón. Realizó estudios sobre la planta llamada iboga y  sobre la Griffonia simplicifolia, nombrada en 1865 en su honor por Henri Baillon. Fue el primero en describir la enfermedad del sueño y escribió también sobre los éxitos del sulfato de quinina en el tratamiento de la malaria. 
En 1871 se convirtió en director del servicio de salud de Vendée, Loira Atlántico y Morbihan. Posteriormente sirvió en al isla de Guadalupe (1868-1876), donde sufrió una epidemia de fiebre amarilla, y luego en Senegal (1877-1878). 